# Maidla
Maidla (em estoniano:  Maidla vald) é um município rural estoniano localizado na região de Ida-Virumaa.